# Sahms
Sahms é um município da Alemanha, distrito de Lauenburg, estado de Schleswig-Holstein. Pertence ao Amt de Schwarzenbek-Land.